# Вилюманис, Александр (певец)
Александр Карлович Ви́люманис (латыш. Aleksandrs Viļumanis; 15 июля 1910, Павловск, Российская империя, ныне Россия — 8 декабря 1980, Рига, Латвийская ССР, ныне Латвия) — латвийский и советский оперный певец (баритон), педагог. Народный артист Латвийской ССР (1954).

## Биография
В 1936 году окончил Латвийскую консерваторию по классу П. Сакса (вокал). Совершенствовался в Италии. В 1934—1939 годах — солист Лиепайской оперы, с 1939 года — Латвийской национальной оперы в Риге, в 1940—1941 годах — её директор. В годы Второй мировой войны в 1941—1945 годах был в немецком плену. В 1945—1958 годах — солист Латвийского театра оперы и балета. С 1948 года — преподаватель Латвийской консерватории, с 1962 года — профессор. В 1950 году становится заведующим вокальной кафедры, а в 1966—1971 годах — проректором по научной и учебной работе. Член КПСС с 1948 года.
Сын Александр Вилюманис-младший (род. 1942) — дирижёр.

## Партии
- «Борис Годунов» Модеста Мусоргского — Борис Годунов
- «Евгений Онегин» Петра Чайковского — Евгений Онегин
- «Мазепа» Петра Чайковского — Мазепа
- «Демон» Антона Рубинштейна — Демон
- «Князь Игорь» Александра Бородина — Князь Игорь
- «Риголетто» Джузеппе Верди — Риголетто
- «Свадьба Фигаро» Моцарта — Фигаро
- «Тоска» Джакомо Пуччини — Скарпиа
- «К новому берегу» Маргерса Зариньша — Лидумс
- «Семья Тараса» Дмитрия Кабалевского — Степан

## Сочинения
- Manas dzīves lappuses. — Rīga: Atmiņas, 1967.

## Награды
- 1947 — Заслуженный артист Латвийской ССР
- 1950 — Сталинская премия 2-й степени («Борис Годунов»)
- 1950 — Орден «Знак Почёта»
- 1954 — Народный артист Латвийской ССР
- 1956 — Орден Трудового Красного Знамени[1]